# كأس فرنسا 1994–95
كأس فرنسا 1994–95 (بالفرنسية: Coupe de France de football 1994-1995)‏ هو الموسم 78 من كأس فرنسا. أشرف على تنظيمه اتحاد فرنسا لكرة القدم، وفاز فيه باريس سان جيرمان.